# Discoverer–3
A Discoverer–3 (1959-F02) amerikai felderítő műhold.

## Küldetés
Corona egy amerikai felderítő műhold-rendszer volt, amelyet a légierő (USAF) segítségével a CIA tudományos és technológiai igazgatósága üzemeltetett. A korai Corona kilövéseket a Discoverer–űrprogram mögé rejtették. Részben tudományos-technikai kísérletekre, illetve felderítési célokra alkalmazták. Részben tudományos-technikai kísérletekre, illetve felderítési célokra alkalmazták.
A program célja, hogy a felderítési adatokat, képeket egy visszatérésre alkalmas kapszula hordozza. Elsősorban a Szovjetunió, valamit Kína területeiről gyűjtött – katonai és polgári – adatokat visszajuttatva lehetőséget adjon a támadó eszközök elhelyezéséről, mozgásáról, a kódolt kapcsolattartásról, a várható veszélyeztetésről, lehetővé téve a szükségszerű ellenintézkedéseket. A műholdrendszerrel igyekeztek kiváltani az U–2 felderítő repülőgépeket.

## Jellemzői
1959. június 3-án a légierő Vandenbergben lévő indítóállomásáról egy Thor-Agena A hordozórakétával állították Föld körüli pályára. A műholdat beépítették az utolsó fokozatba. A műhold alakja kúp, amelyhez a rakétafokozat hengere kapcsolódik. Technikai hiba miatt nem tudta teljesíteni az előírt programot, nem tudott a meghatározott pályára állni. A Föld légkörébe érve megsemmisült, elégett.

## Külső hivatkozások
- Discoverer–3. nasa.gov. (Hozzáférés: 2012. november 22.)
- Discoverer–3. wikipedia.org. (Hozzáférés: 2012. november 22.)

| Elődje: Discoverer–2 | Discoverer műholdak 1959–1962 | Utódja: Discoverer–4 |